# Operation Magic Carpet
Operation Magic Carpet var den amerikanske operation, som under ledelse af War Shipping Administration skulle stå for hjemsendelse af over 8 mio. amerikanske soldater fra krigsskuepladserne i Europa, Stillehavet og Asien. Hundreder af Liberty-skibe, Victory-skibe og troppetransportskibe begyndte at sejle soldater tilbage fra Europa i juni 1945. Fra oktober 1945 blev over 370 af flådens skibe anvendt til hjemsendelse af soldater i Stillehavet. Hangarskibe, slagskibe, hospitalsskibe og et stort antal landgangsskibe blev anvendt. Den europæiske del af Operation "Magic Carpet" blev afsluttet i februar 1946 mens operationen fortsatte i Stillehavet indtil september 1946.

## Planlægning
Allerede i midten af 1943 havde den amerikanske hær indset, at når først sejren var vundet, ville det være en opgave af høj prioritet at bringe soldaterne hjem. Over 16 mio. amerikanere var i uniform, og over 8 mio. af dem var spredt ud over 55 krigsskuepladser verden over. Den amerikanske generalstabschef, general George Marshall, nedsatte udvalg, som skulle behandle de logistiske problemer. Til sidst blev organiseringen af operationen overdraget til War Shipping Administration.

## Europa
Flåden deltog ikke i den første del af hjemsendelsen fra Europa da Stillehavskrigen langt fra var overstået, og opgaven med at hjemsende tropperne hvilede alene på hæren og handelsflåden. WSA gav ordre til at 300 Liberty og Victory fragtskibe skulle ombygges til troppetransport. Passende havne og kajfaciliteter var også noget som blev alvorligt overvejet sammen med den transport, som var nødvendig for at overføre veteranerne til demobiliseringslejre efter at de havde nået Amerikas kyster.
De første skibe forlod Europa i slutningen af juni 1945 og i november nåede hjemtransporten op på sit højeste. Mens amerikanske skibe i gennemsnit havde overført 148.000 soldater pr. måned til Europa under opmarchen under krigen, blev der i gennemsnit hjemsendt over 435.000 soldater pr. måned i de følgende 14 måneder.
I midten af oktober donerede den amerikanske flåde det nye hangarskib USS Lake Champlain – udstyret med køjer til 3.300 soldater – til operationen. I november fik det følgeskab af slagskibet USS Washington. Hjemsendelserne fra Europa foregik nu på over 400 skibe. Nogle medbragte blot 300 soldater mens de store Atlanterhavsdampere ofte havde 15.000 stuvet sammen om bord. WSA og hæren ombyggede også 29 troppeskibe til transport af krigsbrude, til de næsten 500.000 europæiske kvinder, som havde giftet sig med amerikanske soldater.
"Magic Carpet" flåden omfattede også 48 hospitalsskibe, som transporterede over en halv million sårede.
Der blev også sejlet folk tilbage til Europa. Over 450.000 tyske og 53.000 italienske krigsfanger blev sejlet hjem.
Mellem maj og september 1945 blev 1.417.850 hjemsendt. Mellem oktober 1945 og april 1946 var det yderligere 3.323.395. Ved udgangen af februar var den europæiske del af operation "Magic Carpet" stort set afsluttet.

## Stillehavet
Med Japans kapitulation begyndte flåden også at sejle sine matroser og marinesoldater hjem. Viceadmiral Forrest Shermans Task Force 11 afsejlede fra Tokyobugten i begyndelsen af september 1945 med slagskibene USS New Mexico, USS Idaho, USS Mississippi og USS North Carolina samt to hangarskibe og en eskadre destroyere fyldt med tusindvis af tropper fra de væbnede styrker. De anløb Okinawa, hvor der kom yderligere tusinder om bord fra 10. armé.
Flåden konverterede hastigt mange af dens krigsskibe til midlertidige transportskibe, herunder hangarskibe, hvor 3-5 etagers køjesenge blev installeret på hangardækket for skaffe plads til adskillige tusinde i relativ komfort. Flåden på 369 skibe omfattede 222 landgangsskibe, 6 slagskibe, 18 krydsere, 57 hangarskibe og 12 hospitalsskibe.
Fra oktober 1945 opererede "Magic Carpet" over hele verden i et samarbejde mellem hæren, flåden og WSA, som slog kræfterne sammen for at fremskynde hjemsendelserne. December 1945 blev den måned, hvor flest tropper blev hjemsendt med næsten 700.000 mand fra Stillehavsområdet. Med den sidste ankomst af 29 troppetransportskibe med over 200.000 soldater fra det asiatiske fastland i april 1946 var operation "Magic Carpet" nået til slutningen. De sidste tropper fra Stillehavet (127.300) ankom i september 1946.

## Lufttransport
Hærens Air Transport Command (ATC) og flådens Naval Air Transport Service (NATS) var også involveret i "Magic Carpet" operationer, og fløj millioner af flyvetimer ved i transport og fragtfly, selv om det samlede antal tropper, som blev returneret med fly var yderst beskedent sammenlignet med antallet, som kom med skib.